# Oswiu z Nortumbrii
Oswiu z Nortumbrii, Oswy, Osuio, Osui, Oswius, Oswie (ur. ok. 612, zm. 670) – władca anglosaskiego królestwa Bernicji w latach 642-654, a następnie do roku 670 Nortumbrii powstałej z połączenia Bernicji i Deiry.
Oswiu był trzecim synem Etelfryda. Jego matką była prawdopodobnie Acha, księżniczka Deiry i siostra jej najpotężniejszego władcy, Edwina. Niektórzy historycy uważają jednak, że niechęć obywateli Deiry do Oswiu jako władcy świadczy, iż nie Acha była jego matką, lecz inna, nieznana z imienia, żona Etelfryda. Za tą teorią przemawia fakt, iż Oswald, jedyny pewny syn Achy, został bez problemów zaakceptowany na tronie Deiry. Beda Czcigodny napisał w swej Historii kościelnej..., iż Oswiu w chwili śmierci miał 58 lat, co pozwalałoby wyznaczyć datę jego urodzenia na 612 rok. Był to okres największego rozkwitu władzy Etelfryda.
Po śmierci ojca w 616 roku w bitwie nad rzeką Idle z armią Raedwalda z Anglii Wschodniej, Oswiu i jego bracia, w obawie przed Edwinem, który właśnie zasiadł na tronie Bernicji i Deiry, ratowali się ucieczką poza granice kraju. Udali się na zaprzyjaźnione dwory Dalriady i Piktów. Oswiu jako czterolatek trafił do Irlandii i przebywał tam aż do wieku 21 lat. Przyjął wiarę chrześcijańską, został ochrzczony i wychowany w zwyczajach irlandzkich. Beda wspomina, iż był wychowany w tradycji iroszkockiej i biegły w języku irlandzkim. Wziął również ślub z irlandzką księżniczką Fin, z którą miał syna Aldfritha.
Zarówno Oswiu, jak i jego bracia powrócili do swego kraju dopiero w 633, kiedy król Edwin zginął w bitwie pod Hatfield Chase. Rozpadła się wówczas słaba unia łącząca Bernicję i Deirę, co otworzyło synom Etelfryda drogę do sukcesji na tronie kraju przodków. Jako pierwszy władzę objął najstarszy Eanfrith, a po nim przyszła kolej Oswalda. Po śmierci króla Oswalda w bitwie przeciw Mercjanom pod Maserfield 5 sierpnia 642 roku, Oswiu został władcą Bernicji, gdyż naturalny sukcesor Oswalda, jego syn Ethelwald, był wówczas jeszcze dzieckiem.
Już jako król Bernicji poślubił Rieinmellt, brytyjską księżniczkę z Rheged, co zapewniło poparcie dla jego osoby na tronie Bernicji wśród Brytów. Urodziła mu dwójkę dzieci: syna Alfrida (Eahlfrith) i córkę Ealflaedę (Eahlflæd).
Przez pierwsze dziesięć lat swoich rządów pozostawał zależny od Pendy z Mercji. Nie ustąpił jednak w przypadku wiary – nie dokonał apostazji i pozostał wierny wierze chrześcijańskiej, co prawdopodobnie było zasługą biskupa Aidana z Lindisfarne.
Od samego początku Oswiu starał się wzmocnić swoją pozycję i czynił starania, by ponownie połączyć Bernicję i Deirę pod swoimi rządami. Miało temu sprzyjać kolejne jego małżeństwo: między 642 a 644 rokiem poślubił Enfledę (Eanflæd), córkę króla Edwina, która od śmierci ojca przebywała na wygnaniu na dworze władcy królestwa Kentu. Enfleda urodziła mu dwóch synów: Egfryta (Ecgfrith) i Elfwine (Ælfwine), oraz dwie córki: Ostryt (Osthryth) i Elfledę (Ælfflæd). Związek ten zapewnił Oswiu przychylność Kentyjczyków i Franków, nie zapewniło jednak usankcjonowania władzy nad Deirą. Na jej tronie zasiadł syn Osrica, Oswine, wywodzący się z deirskiej dynastii królewskiej. Około 651 obaj władcy weszli w konflikt, którego efektem stało się zabójstwo Oswine, zlecone przez Oswiu. Aby nie zaostrzać dodatkowo i tak napiętej sytuacji między obiema państwami, Oswiu osadził na tronie Deiry swego bratanka Etelwalda, syna Oswalda. W ramach pokuty za zabójstwo Oswine przekazał spore nadanie ziem na ręce bliskiego krewnego zamordowanego – mercyjskiego biskupa Trumhere, który założył na nich opactwo w Gilling.
Początek lat 50. VII wieku zapisał się w Bernicji zacieśnieniem stosunków z sąsiednią Mercją, co potwierdziły dynastyczne małżeństwa dzieci Oswiu i Pendy: Alfrida z Kineburgą oraz Ealflaedy z Peadą. Warunkiem zgody Oswiu na te małżeństwa było ochrzczenie Peady przez biskupa Finana, który zastąpił Aidana. Oswiu sfinansował również misję ewangelizacyjną biskupa Cedda w Mercji, a następnie wraz z Peadą ufundował klasztor w Medeshamstede.
Sytuacja zmieniła się dramatycznie w 655 roku, kiedy Penda ze swoją armią wkroczył do Bernicji, docierając aż do jej stolicy, Bamburga. Oswiu zaproponował mu wielki okup i wysłał swego syna Egfryta jako zakładnika do Mercji. Nieznane są szczegóły tego najazdu, ale ich kulminacja nastąpiła w bitwie pod Winwaed, gdzie zginął Penda. W bitwie tej po stronie Mercjan stanął również Etelwald z Deiry, dotąd zależny od Oswiu. Etelwald wprawdzie nie wziął w bitwie aktywnego udziału, jednak wuj nie wybaczył mu zdrady i usunął go z tronu Deiry, sam na krótko obejmując władzę nad królestwem.
Nieoczekiwane zwycięstwo pod Winwaed sprawiło, że Oswiu został królem Mercji. Pośrednio lub bezpośrednio zależni od niego byli również władcy sąsiednich królestw anglosaskich: Sigeberht II Dobry z Esseksu oraz Cenwalh z Wesseksu, któremu Oswiu pomógł odzyskać władzę. Z kolei bratanek Oswiu Talorgan, został królem Piktów. Wszystko to pozwoliło Oswiu na stworzenie sporego imperium pod swymi rządami, co zapewniło mu tytuł bretwalda.
Dominacja Oswiu w Brytanii trwała zaledwie lata. Bezpośrednią przyczyną rozpadu imperium była śmierć Peady, którego podobno otruła jego żona a córka Oswiu. Wydarzenie to stało się powodem buntu mercyjskiej szlachty, która wygnała zwolenników Oswiu i osadziła na tronie Mercji brata Peady, Wulfhere. Z kolei sojusznik Oswiu w Esseksu, Sigeberht, został zamordowany przez swego brata Swithelma, który odsunął się od Oswiu i porzucił tradycje iroszkockie na rzecz liturgii łacińskiej. Również mieszkańcy Deiry nie zapomnieli o zabójstwie Oswine i nie zaakceptowali Oswiu jako władcy, zmuszając go do ustanowienia samodzielnego sub-królestwa i osadzenia na tronie Alfrida.
Alfrid szybko udowodnił, że jego celem są rządy samodzielne, co uwidoczniło się zwłaszcza w kwestii religii. Oswiu wychowany został w tradycji kościoła iroszkockiego, zaś Alfrid zdecydował się uznać wyższość liturgii łacińskiej. Jego sojuszniczką w tej kwestii była Enfleda, która w królestwie Kentu poznała obrządek łaciński. Aby raz na zawsze zakończyć spory między zwolennikami obu obrządków, Oswiu zwołał w 664 roku synod w opactwie w Whitby, który ujednolicił liturgię, doprowadzając do likwidacji obrządku iroszkockiego.
W tym samym roku Oswiu usunął swego syna z tronu Deiry, ponownie włączając królestwo pod swe rządy. Aż do swej śmierci pozostawał jednym z najpotężniejszych władców w Brytanii. W 669 roku przyjął wizytę nowo mianowanego arcybiskupa Canterbury Teodora. Planował pielgrzymkę do Rzymu, jednak nie udało mu się jej zrealizować.
Zmarł 15 lutego 670 roku, po krótkiej chorobie. Pochowany został w opactwie w Whitby, obok króla Edwina.
Jego następcami zostali synowie: Egfryt w Bernicji i Elfwine w Deirze, jako władca zależny. Kiedy Elfwine zginął w bitwie z Mercjanami nad rzeką Trent, ponownie oba królestwa zostały zjednoczone pod rządami Egfryda, tworząc Nortumbrię.